# Suka Damai (Pegasing)
Suka Damai is een bestuurslaag in het regentschap Aceh Tengah van de provincie Atjeh, Indonesië. Suka Damai telt 250 inwoners (volkstelling 2010).